# DAVA AGRAVIS
Die DV Agravis (früher DAVA AGRAVIS und DLA AGRAVIS) ist ein deutsch-dänischer Agrarhandelskonzern.
Das Gemeinschaftsunternehmen gehört zu 62,85 % dem Agrarunternehmen Danish Agro A.m.b.A., zu 25 % Agravis-Raiffeisen AG und zu 12,15 % Vestjyllands Andel A.m.b.A.
Zum 1. Februar 2015 wurde die Landhandelssparte der Getreide AG übernommen.

## Ceravis
Die Ceravis AG mit Sitz in Rendsburg ist eine 2015 an den Markt gebrachte Agrarhandelsgruppe, die durch den Erwerb von Gesellschaften des Agrarhandels heute in Schleswig-Holstein und Mecklenburg-Vorpommern die Landwirtschaft in den betreffenden Regionen mit Betriebsmitteln bedient und als Vermarktungspartner für deren produziertes Getreide bzw. Raps agiert. Der Umsatz dieses Teilkonzerns lag 2021 bei über einer Milliarde Euro. Unter anderen gehören folgende Unternehmen zu Ceravis:
- Ceravis Futtermittel, Rendsburg
- Raiffeisen Energie Nord, Mölln
- Ceravis Produktion und Transport, Malchin (ehemals FUGEMA)
- CeraGreen, Rendsburg